# Emmy Lischke
Emmy Lischke, née le 13 novembre 1860 à Elberfeld, maintenant un district de Wuppertal, et morte le 14 mai 1919 à Munich) est une artiste peintre allemande de l'école de peinture de Düsseldorf. Elle est la fille de l'homme politique, malacologiste et maire d'Elberfeld Karl Emil Lischke.

## Biographie
Comme les femmes artistes ne sont pas admises à l'Académie des beaux-arts de Düsseldorf jusqu'en 1921, Emmy Lischke étudie en cours privé avec des professeurs de l'académie.
Après la mort de son père en 1886, elle s'installe avec sa mère à Munich où elle devient l'élève de Ludwig Willroider, professeur à l'Académie royale des arts de Munich, et de Theodor Her (de).
Emmy Lischke est l'une des « Malweiber » (femmes peintres) de l'époque. Elle peint principalement des paysages et des natures mortes, et est membre de la Coopérative des artistes de Munich et de la Société générale d'art allemande.

## Expositions (sélection)

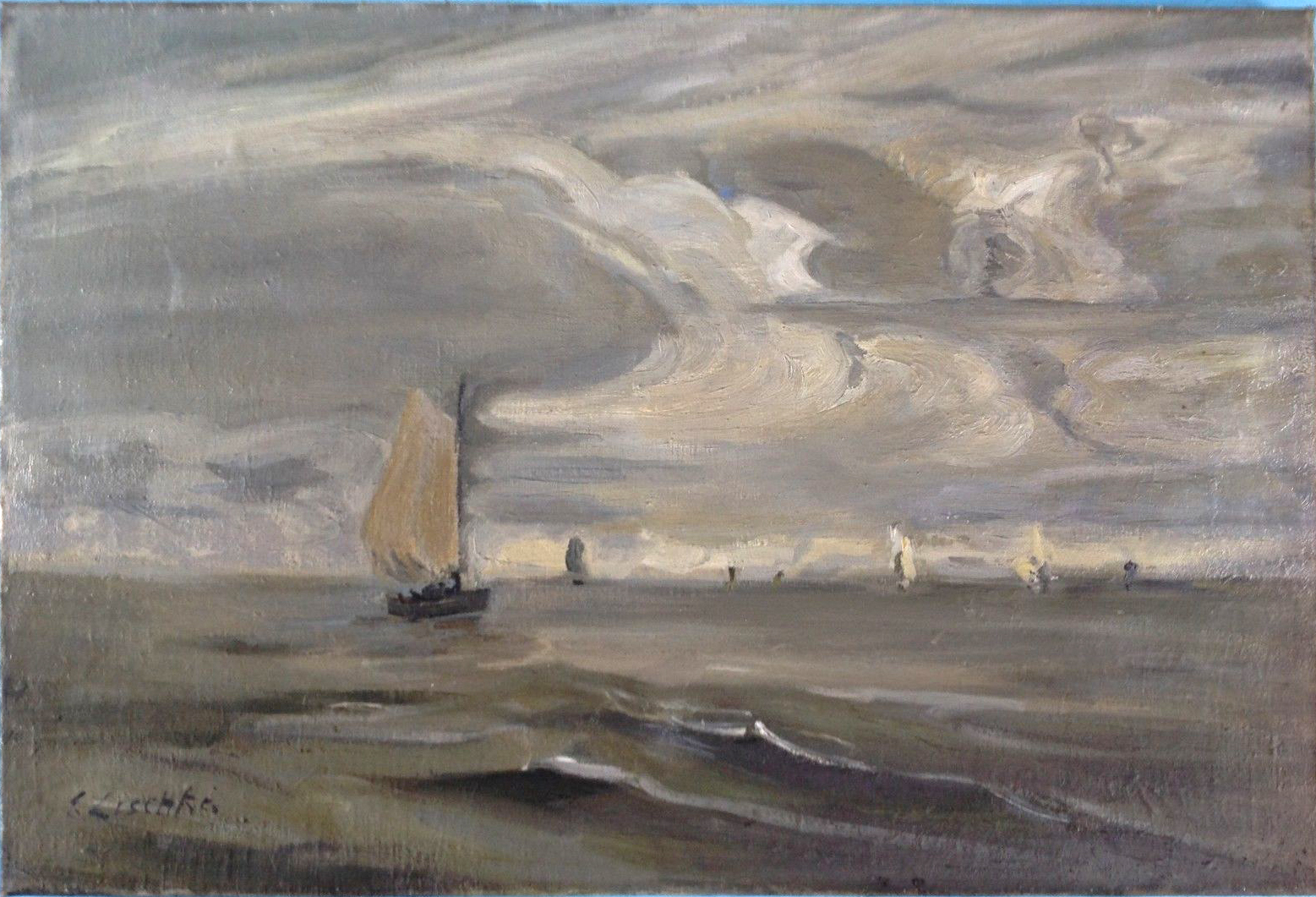
Weite See mit Segelschiffen - Au large avec des voiliers.

- 1891 : Exposition annuelle à Munich d'œuvres d'art de toutes les nations au palais des glaces - peintures fleurs sauvages, fleurs[4]
- 1893 : Exposition annuelle à Munich d'œuvres d'art de toutes les nations au palais des glaces – tableaux : Waldweben, Abend, Liebesfrühling[5]
- 1893: Grande exposition d'art de Berlin - Tableau : Am Quell[6]
- 1893: Exposition universelle de Colombie (Exposition universelle de Chicago ), rotonde du pavillon des femmes - Tableau Feldblumen[7]
- 1894 : Grande exposition d'art de Berlin – Tableaux : Waldweben, Abend[8]
- 1894 : Galerie Eduard Schulte, Düsseldorf
- 1895 : Exposition internationale d'art de l'Association des beaux-arts de la Sécession de Munich de Munich - peinture à l'huile : Herbst[9]
- 1895 : Grande exposition d'art de Berlin - peintures, natures mortes[10]
- 1896 : Exposition internationale d'art de Berlin - Tableau Herbststurm (Tempête d'automne)[11]
- 1898 : 16e Exposition d'art de l' Association des femmes artistes et amis de l'art de Berlin dans le bâtiment de l'Académie royale des arts de Berlin, Unter den Linden 38 - Tableau : Herbststurm[12]
- 1899 : Exposition annuelle de Munich au Palais des glaces - Tableau : Heiliger Hain, Im Sturm[13],[14]
- 1899 : Grande exposition d'art de Berlin - Tableaux : Am schwarzen Wasser, Vor dem Gewitter[15]
- 1901: Grande exposition d'art de Berlin - Tableau : Heiliger Hain[16],[17]
- 1902: Exposition annuelle de Munich au Palais des glaces - Tableau Sommermorgen et un portrait[18]
- 1902 : Galerie Eduard Schulte, Berlin – Tableaux[19]
- 1902 : Grande exposition d'art de Berlin – Tableaux : Starre Welt, Einsames Kap[20]
- 1903 : Exposition au Künstlerhaus de Munich à l'occasion de la conférence de la 3e Journée de la femme bavaroise[21]
- 1906: Exposition annuelle de Munich au Palais des glaces - Tableau : Am Meer[22]
- 1907 : Kölnischer Kunstverein – 12 tableaux[23]
- 1908 : Exposition annuelle de Munich au Palais des glaces - Tableau : Am Meer[24]
- 1909 : 10e exposition internationale d'art au Palais des glaces - Tableau : Silberpappeln[25]
- 1910 : Exposition annuelle de Munich au Palais des glaces - peinture à l'huile Mondnacht[26]
- 1910: Grande exposition d'art de Berlin - Tableaux : Am Meer[27], Silberpappelhain[28]
- 1911 : Exposition anniversaire de la coopérative d'artistes de Munich en l'honneur du 90e anniversaire du prince régent Luitpold de Bavière au Palais des glaces - Tableaux : Grauer Tag, Marine[29]
- 1911 : Exposition d'art de Baden-Baden - Tableaux[30]
- 1913: Exposition d'art de Munich au Palais des glaces - peinture à l'huile Cloudy Day[31]
- 1913: Grande exposition d'art de Berlin - Tablaux Sommertag[32], Am Meer[33],[34]
- 1916 : Exposition d'art de Munich au Palais des glaces - Tableaux : Die Welle, Im Hafen, Rosen[35]
- 1916 : Grande exposition d'art de Berlin - Tableau : Sommer[36]
- 1917: Exposition d'art de Munich au Palais des glaces - peintures à l'huile : Hyazinthen, Rosen[37],[38]
- 1918 : Exposition d'art de Munich au Palais des glaces – peintures à l'huile Badestrand, Ebbe[39]
- 1919 : Exposition d'art de Munich au Palais des glaces - peinture à l'huile Bretonische Küste[40]
- 1941 : Kunstverein Munich – peintures[41]